# Giulia Piersanti
Giulia Piersanti (* um 1976 in Rom) ist eine italienische Modedesignerin. Sie hat für die Modelabels Balenciaga, Lanvin, Dior Homme, Missoni und Fendi gearbeitet. Zurzeit ist sie Chefdesignerin für Herren- und Damenstrickwaren bei Céline.
Giulia Piersanti war für die Kostüme in den letzten Spielfilmen von Luca Guadagnino verantwortlich.

## Leben
Giulia Piersanti wurde in Rom geboren und zog im Alter von sieben Jahren mit ihren Eltern nach Paris. Als Teenager übersiedelte sie in die USA, zunächst nach Los Angeles. In New York City studierte sie Modedesign an der Parsons The New School for Design. Sie wechselte danach zu Miu Miu nach Mailand. Dort lernte sie Luca Guadagnino kennen. Als Guadagnino seinen Film A Bigger Splash plante und für die Kleidung seiner Schauspieler präzise Vorstellungen hatte, bat er sie, ihm bei der Realisierung behilflich zu sein. Für diesen Film wurde sie für den Golden Ciak Award und den International Online Cinema Award (INOCA) nominiert.
Auch für Guadagninos folgenden Film, Call Me by Your Name, wurde sie für den Golden Ciak nominiert. Ihre Inspiration für den Film war, wie sie sagt, die Mode der 1980er Jahre, Modefotos von Charles H. Traub, Teenager-Zeitschriften der Zeit und Éric Rohmers Film Pauline am Strand von 1983.
Auch für Guadgninos Film Suspiria, der 2018 in Venedig Premiere hatte, war sie für die Kostüme verantwortlich.
Giulia Piersanti ist verheiratet und lebt in Mailand.

## Auszeichnungen
Giulia Piersanti erhielt für die meisten Spielfilme, an denen sie bisher als Kostümbildnerin beteiligt war, Nominierungen oder Auszeichnungen. 
Für die Kostüme in Suspiria gewann sie das Silberne Band des Italian National Syndicate of Film Journalists.

## Filmografie
- 2015: A Bigger Splash, Regie Luca Guadagnino
- 2017: Call Me by Your Name, Regie Luca Guadagnino
- 2018: Suspiria, Regie Luca Guadagnino
- 2020: We Are Who We Are, Fernsehserie, Regie Luca Guadagnino
- 2021: Beckett, Regie Ferdinando Cito Filomarino
- 2022: Bones and All, Regie Luca Guadagnino